# Fleming - Essere James Bond
Fleming - Essere James Bond (Fleming: The Man Who Would Be Bond) è  una miniserie televisiva britannica sulla vita di Ian Fleming, scrittore ideatore dei romanzi su James Bond.

## Trama
Allo scoppio della Seconda guerra mondiale, il giovane Ian Fleming è un agente di cambio senza fortuna che vive a Londra. Egli ha in passato tentato la carriera militare ma ha collezionato molti fallimenti, tiene alla larga la sua ricca famiglia ed ha poche passioni: le donne, l'alcol e la letteratura erotica. Allo scoppio della guerra entrò nel servizio di controspionaggio della Marina e fu il fondatore del Nr. 30 Commando o 30 Assault Unit che effettuò alcune delle più importanti operazioni del conflitto ai danni dei nazisti, da cui poi trarrà l'ispirazione per scrivere i suoi romanzi sul personaggio di James Bond.

## Produzione
Le riprese delle puntate si svolgono tra l'Inghilterra e Budapest.

## Distribuzione
Il primo teaser trailer della serie viene diffuso online il 1º luglio 2013 attraverso il canale ufficiale YouTube del canale Sky Atlantic.
La miniserie è andata in onda negli Stati Uniti d'America il 29 gennaio 2014 su BBC America e nel Regno Unito dal 12 febbraio dello stesso anno su Sky Atlantic. In Italia è stata trasmessa da Sky Atlantic dal 2 settembre 2014, mentre la prima visione in chiaro per l'Italia è andata in onda sul canale LaEFFE il 20 febbraio 2015, per poi essere trasmessa il 1º e 2 settembre 2017 su Rai 3.

## Riconoscimenti
- 2015 - Satellite Awards
  - Candidatura per la miglior miniserie
  - Candidatura per il miglior attore in una miniserie o film per la televisione a Dominic Cooper